# Abbot Point
Abbot Point ist ein auf Kohleverschiffung spezialisierter australischer Seehafen in Queensland.

## Geographie und Anlage
Abbot Point ist rund 25 Kilometer vom südöstlich gelegenen Bowen und 150 Kilometer von Townsville im Norden entfernt. Der Bruce Highway (A1) verläuft in Nord-Süd-Richtung im Hinterland. Der Hafen befindet sich unmittelbar am Korallenmeer. Hay Point, ein anderer wichtiger Kohle-Verladeterminal, liegt an derselben Küste rund 200 Kilometer weiter südlich.
Der Hafen umfasst einen Verladebahnhof und große Lagerplätze für Kohle. Eine 2,8 Kilometer lange Mole verbindet das Festland mit den beiden Anlegeplätzen, die im Meer vor der Küste liegen.

## Geschichte
1981 wurde vom Parlament des Bundesstaates Queensland der Bau einer Hafenanlage zur Verschiffung von Kohle bei Bowen genehmigt. Diese Hafenanlage nahm 1984 als Port of Abbot Point den Betrieb auf. Im Jahr 2011 unterzeichnete die indische Firma Mundra Port and Special Economic Zone Limited, die zum Adani-Konzern gehört, einen Pachtvertrag über 99 Jahre zur Nutzung der Hafenanlage.

## Erweiterung
2012 wurde ein Antrag zur Hafenerweiterung von der Regierung in Queensland genehmigt. Zur Sicherstellung der Energieversorgung Indiens planen die beiden indischen Energieunternehmen GVK und Adani-Group gemeinsam mit dem von Gina Rinehart geführten Bergbauunternehmen Hancock Prospecting große Mengen an Kohle aus dem Galilee-Becken zu gewinnen. Es ist geplant, mindestens 120 Millionen Tonnen Kohle jährlich in der Carmichael Kohlemine zu fördern und vom Hafen Abbot Point zu verschiffen. Abbot Point wäre damit der größte Kohlehafen weltweit. Dazu sind jedoch erhebliche Erweiterungen der Hafenanlage und des Hafenbeckens erforderlich. Insbesondere sollten ca. drei Millionen Kubikmeter Sand und Schlamm gehoben und an korallenfreien Stellen in der offenen See wieder versenkt werden. Die australische Genehmigungsbehörde Great Barrier Reef Marine Park Authority (GBRMPA) gab eine solche Lagerung trotz Einwänden von Umweltschützern frei. Umwelt- und Naturschutzverbände befürchten hingegen eine erhebliche Schädigung des zum Weltnaturerbe zählenden Great Barrier Reef.
Am 22. Dezember 2015 genehmigte die australische Regierung den umstrittenen Hafenausbau unter 30 Auflagen. Der geplante Aushub von 1,1 Mio. Kubikmeter Sand und Schlamm soll in vorhandenen Industrieanlagen an Land deponiert werden. Der ausgebaute Hafen wird sich 20 Kilometer vom Great Barrier Reef entfernt befinden.

## Kritik
Der Hafenausbau ist auf Kritik verschiedener Umweltorganisationen gestoßen. Greenpeace Deutschland nannte den Plan eine „Peinlichkeit von internationalem Ausmaß“. Die Greenpeace-Queensland-Aktivistin Louise Matthiesson warf dem australischen Umweltminister Greg Hunt vor, die Interessen der Kohlelobby über den Schutz des Great Barrier Reefs zu stellen.
Im Juni 2013 forderte die UNESCO Australien auf, darzulegen, wie das Great Barrier Reef geschützt werden solle. Andernfalls drohe ein Verlust des Status als Weltnaturerbe. Im März 2015 stoppte die australische Regierung Pläne, die vorsahen, dass große Mengen Baggergut, die beim Hafenausbau anfallen, in das Riff geleitet werden sollten. Danach erklärte die UNESCO im Juli 2015, dass das Great Barrier Reef nicht auf die Rote Liste des bedrohten Welterbes gesetzt werde. Gleichzeitig wurde die australische Regierung aufgefordert bis Dezember 2016 einen Bericht vorzulegen, wie das Riff geschützt werden soll. Auch der World Wildlife Fund (WWF) startete eine Kampagne, um die Verklappung von Hafenaushub im Bereich des Riffs zu unterbinden.